# 图永和卢特莱
图永和卢特莱（法語：Touillon-et-Loutelet，法語發音：[tujɔ̃ e lutlɛ]）是法国杜省的一个市镇，属于蓬塔利耶区。

## 地理
图永和卢特莱（46°47'33"N, 6°21'6"E）面积4.72 平方千米，位于法国勃艮第-弗朗什-孔泰大區杜省，该省份为法国东部内陆省份，北起上索恩省，西接汝拉省，东部及东南部与瑞士接壤，东北部与贝尔福地区省接壤。
与图永和卢特莱接壤的市镇（或旧市镇、城区）包括：蒙佩勒、梅塔比耶、旧莱索皮托、圣安托万、马尔比松、新莱索皮托。

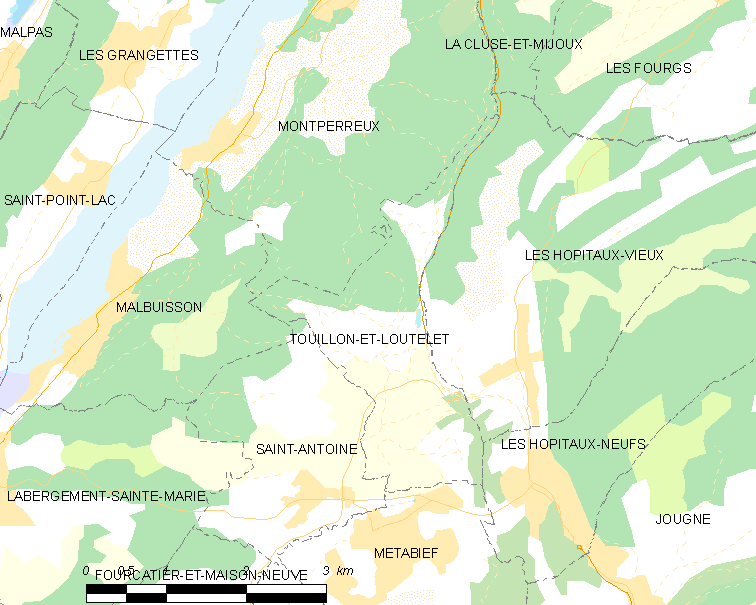
图永和卢特莱的OSM定位图

图永和卢特莱的时区为UTC+01:00、UTC+02:00（夏令时）。

## 行政
图永和卢特莱的邮政编码为25370，INSEE市镇编码为25565。

## 政治
图永和卢特莱所属的省级选区为弗拉讷县。

## 人口

1962-2008年间图永和卢特莱人口变化图示

图永和卢特莱于2022年1月1日时的人口数量为267人。